# Kissoúsa
Kissoúsa (grec moderne : Κισσούσα) est un village de Chypre de plus de 6 habitants.